# Cimitero dei Piaceri
Il cimitero dei Piaceri (in portoghese Cemitério dos Prazeres) è uno dei principali luoghi di sepoltura di Lisbona. È situato nella freguesia (parrocchia civile) di Estrela, nella parte occidentale della capitale portoghese (in precedenza, all'interno della parrocchia di Prazeres). È considerato uno dei cimiteri più belli e famosi del mondo. Ospita il Mausoleo dei Duchi di Palmela, il più grande mausoleo d'Europa.
Nel cimitero dei Piaceri è il luogo di riposo di molte personalità famose, tra cui i primi ministri e i presidenti del Portogallo, figure letterarie di rilievo come lo scrittore Fernando Namora, artisti famosi come i pittori Columbano Bordalo Pinheiro o Roque Gameiro, figure musicali di spicco come il pianista Alexandre Rey Colaço o il compositore João Domingos Bomtempo, e numerose altre sepolture di rilievo, soprattutto della nobiltà portoghese.

## Storia
Il cimitero dei Piaceri fu fondato nel 1833 dopo lo scoppio di un'epidemia di colera in città. Nella stessa occasione fu aperto il cimitero di Alto de São João. Passò sotto la gestione della città nel 1840. Originariamente si chiamava Cemitério Ocidental de Lisboa (Cimitero occidentale di Lisbona). Il cimitero è costituito esclusivamente da mausolei.
Dal 2001 una parte degli edifici ausiliari del cimitero è stata trasformata in un museo.
Amália Rodrigues, famosa come la “Regina del Fado”, e Aquilino Ribeiro, celebre romanziere, sono stati entrambi sepolti al cimitero dei Piaceri prima di essere reinterrati al Pantheon Nazionale. Anche il famoso poeta Fernando Pessoa è stato sepolto qui prima di essere inumato nel Monastero dos Jerónimos.